# Orthocis pseudolinearis
Orthocis pseudolinearis es una especie de coleóptero de la familia Ciidae.

## Distribución geográfica
Habita en los Alpes (estado de Carintia, Austria).